# Élections sénatoriales de 1959 dans la Somme
Les élections sénatoriales dans la Somme ont eu lieu le dimanche 26 avril 1959. Elles ont eu pour but d'élire les sénateurs représentant le département au Sénat pour un mandat de neuf années.

## Contexte départemental
Lors des élections sénatoriales du 8 juin 1958 dans la Somme, trois sénateurs ont été élus, deux Radicaux et un CNIP.
Depuis, les effectifs du collège électoral des grands électeurs ont été partiellement renouvelés, avec les élections législatives de 1958 et élections municipales de 1959.

## Sénateurs sortants
|  | Identité           | Étiquette | Groupe | Autres mandats                                |
|  | ------------------ | --------- | ------ | --------------------------------------------- |
|  | Omer Capelle       | CNIP      | CRARS  | Conseiller municipal de Villers-Faucon        |
|  | Marcelle Delabie   | Rad.      | GDRGR  | élue députée en novembre 1958                 |
|  | Jean Gilbert-Jules | Rad.      | GDRGR  | nommé au Conseil constitutionnel en mars 1959 |

## Présentation des candidats

### Parti communiste français
| N° | Candidats | Candidats                     | Parti | Principales fonctions                                             |
| -- | --------- | ----------------------------- | ----- | ----------------------------------------------------------------- |
| 01 |           | Auguste Dujardin Lucien Morel | PCF   | Conseiller général d'Amiens-Nord-Ouest Adjoint au maire du Crotoy |
| 02 |           | Léon Dupontreué Louis Fromond | PCF   | Conseiller général d'Amiens-Nord-Est Maire de Templeux-la-Fosse   |
| 03 |           | René Jacob Alfred Leclercq    | PCF   | Maire d'Erondelle Maire d'Albert                                  |

### Section française de l'Internationale ouvrière
| N° | Candidats | Candidats                         | Parti | Principales fonctions                                           |
| -- | --------- | --------------------------------- | ----- | --------------------------------------------------------------- |
| 01 |           | Gabriel Deray Eugène Desenclos    | SFIO  | Maire et conseiller général de Rue Maire de Friville-Escarbotin |
| 02 |           | Fernand Adriaenssens William Eloy | SFIO  | Maire de Cappy Professeur d'agriculture                         |
| 03 |           | Paul Garçon Pierre Brantrand      | SFIO  | Conseiller municipal de Camon Instituteur                       |

### Parti républicain, radical et radical-socialiste
| N° | Candidats | Candidats                      | Parti | Principales fonctions                                               |
| -- | --------- | ------------------------------ | ----- | ------------------------------------------------------------------- |
| 01 |           | Eugène Leclercq André Hocquet  | Rad.  | Maire de Flixecourt, conseiller général de Picquigny Maire de Nurlu |
| 02 |           | Charles Houllier Paul Noblesse | Rad.  | Maire de Dury, conseiller général de Boves Maire de Tronchoy        |
| 03 |           | William Classen André Legrand  | Rad.  | Maire et conseiller général d'Ailly-sur-Noye Industriel             |

### Centre-droit
| N° | Candidats | Candidats                                     | Parti | Principales fonctions                                                                    |
| -- | --------- | --------------------------------------------- | ----- | ---------------------------------------------------------------------------------------- |
| 01 |           | Omer Capelle Augustin de Villeneuve-Bargemont | CNIP  | Sénateur sortant, conseiller municipal de Villers-Faucon Agriculteur                     |
| 02 |           | Raymond de Wazières Kléber Mopty              | Rad.  | Maire et conseiller général d'Acheux-en-Amiénois Maire et conseiller général de Doullens |
| 03 |           | Pierre Garet Ernest Reptin                    | CNIP  | Ancien ministre Maire de Barly                                                           |

### Union Républicaine Paysanne et Sociale
| N° | Candidats | Candidats                            | Parti | Principales fonctions      |
| -- | --------- | ------------------------------------ | ----- | -------------------------- |
| 03 |           | Auguste Potie Charles-Edmond Lenglet | Mod.  | Agriculteur Cultivateur    |
| 02 |           | Maurice Acoulon Aimé Duflos          | Mod.  | Cultivateur                |
| 03 |           | Pierre Martigny Guy Séqueval         | Mod.  | Maire de Gruny Cultivateur |

### Divers droite
| N° | Candidats | Candidats                         | Parti | Principales fonctions         |
| -- | --------- | --------------------------------- | ----- | ----------------------------- |
| 01 |           | Édouard Trancart Antoine Bouthors | DVD   | Maire de Cantigny Agriculteur |
| 02 |           | Roger Objois                      | DVD   | Maire de Méricourt-sur-Somme  |
| 03 |           |                                   |       |                               |

### Union pour la nouvelle République
| N° | Candidats | Candidats                        | Parti | Principales fonctions                      |
| -- | --------- | -------------------------------- | ----- | ------------------------------------------ |
| 03 |           | Olivier Jourdain Marcel Etève    | UNR   | Entrepreneur de transport Maire de Fay     |
| 02 |           | Georges Riche Jean Duneufgermain | UNR   | Directeur technique Maire de Namps-au-Mont |
| 03 |           | Pierre Yvert Jean-Louis Nouguier | UNR   | Expert et éditeur Maire d'Athies           |

## Résultats
| Candidat et parti politique | Candidat et parti politique | Candidat et parti politique | Premier tour | Premier tour | Deuxième tour | Deuxième tour |
| Candidat et parti politique | Candidat et parti politique | Candidat et parti politique | Voix         | %            | Voix          | %             |
| --------------------------- | --------------------------- | --------------------------- | ------------ | ------------ | ------------- | ------------- |
|                             | Pierre Garet                | CNIP                        | 647          | 43,34        | 872           | 58,21         |
|                             | Omer Capelle                | CNIP                        | 645          | 43,20        | 839           | 56,01         |
|                             | Raymond de Wazières         | Rad.                        | 550          | 36,84        | 787           | 52,54         |
|                             | Gabriel Deray               | SFIO                        | 306          | 20,50        | 403           | 26,90         |
|                             | Fernand Adriaenssens        | SFIO                        | 296          | 19,83        |               |               |
|                             | Paul Garçon                 | SFIO                        | 282          | 18,89        |               |               |
|                             | Augustin Dujardin           | PCF                         | 179          | 11,99        | 239           | 15,95         |
|                             | Léon Dupontreué             | PCF                         | 174          | 11,65        | 186           | 12,42         |
|                             | René Jacob                  | PCF                         | 172          | 11,52        | 182           | 12,15         |
|                             | William Classen             | Rad.                        | 127          | 8,51         | 111           | 7,41          |
|                             | Édouard Trancart            | DVD                         | 123          | 8,24         |               |               |
|                             | Eugène Leclercq             | Rad.                        | 121          | 8,10         |               |               |
|                             | Charles Houllier            | Rad.                        | 120          | 8,04         |               |               |
|                             | Olivier Jourdain            | UNR                         | 120          | 8,04         | 154           | 10,28         |
|                             | Pierre Yvent                | UNR                         | 109          | 7,30         |               |               |
|                             | Georges Riche               | UNR                         | 95           | 6,36         |               |               |
|                             | Maurice Acoulon             | Mod.                        | 82           | 5,49         |               |               |
|                             | Roger Objois                | DVD                         | 78           | 5,22         |               |               |
|                             | Auguste Potie               | Mod.                        | 78           | 5,22         |               |               |
|                             | Pierre Martigny             | Mod.                        | 47           | 3,15         |               |               |
|                             |                             |                             |              |              |               |               |
| Inscrits                    | Inscrits                    | Inscrits                    | 1 521        | 100,00       | 1 521         | 100,00        |
| Abstention                  | Abstention                  | Abstention                  | 12           | 0,79         | 8             | 0,53          |
| Votants                     | Votants                     | Votants                     | 1 509        | 99,21        | 1 513         | 99,47         |
| Blancs et nuls              | Blancs et nuls              | Blancs et nuls              | 16           | 1,06         | 15            | 0,99          |
| Exprimés                    | Exprimés                    | Exprimés                    | 1 493        | 98,94        | 1 498         | 99,01         |

## Sénateurs élus
|  | Identité            | Étiquette | Groupe | Autres mandats                         |
|  | ------------------- | --------- | ------ | -------------------------------------- |
|  | Omer Capelle        | CNIP      | CRARS  | Conseiller municipal de Villers-Faucon |
|  | Pierre Garet        | CNIP      | RI     | Ancien ministre                        |
|  | Raymond de Wazières | Rad.      | GD     | Maire d'Acheux-en-Amiénois             |